# Campeonato Europeo de Biatlón de 2009
El XVI Campeonato Europeo de Biatlón se celebró en Ufa (Rusia) entre el 27 de febrero y el 4 de marzo de 2009 bajo la organización de la Unión Internacional de Biatlón (IBU) y la Unión Rusa de Biatlón.

## Resultados

### Masculino
| Evento                      | Oro                                                                                      | Plata                                                                                  | Bronce                                                                                     |
| --------------------------- | ---------------------------------------------------------------------------------------- | -------------------------------------------------------------------------------------- | ------------------------------------------------------------------------------------------ |
| 10 km velocidad (28.02)     | Rune Brattsveen · Noruega · 26:11,9                                                      | Yevgueni Ustiugov · Rusia · 26:23,1                                                    | Anton Shipulin · Rusia · 26:30,5                                                           |
| 20 km individual (03.03)    | Daniel Böhm · Alemania · 37:47,4                                                         | Serhi Sedniev · Ucrania · 37:55,2                                                      | Rune Brattsveen · Noruega · 37:58,9                                                        |
| 12,5 km persecución (01.03) | Viktor Vasiliev · Rusia · 54:20,1                                                        | Dag Erik Kokkin · Noruega · 55:44,8                                                    | Serhi Sedniev · Ucrania · 56:22,4                                                          |
| Relevos 4 × 7,5 km (04.03)  | Noruega · Dag Erik Kokkin · Henrik L'Abée-Lund · Tarjei Bø · Rune Brattsveen · 1:18:05,2 | Alemania · Simon Schempp · Daniel Böhm · Norbert Schiller · Christoph Knie · 1:19:36,5 | Rusia · Vitali Noritsyn · Anton Shipulin · Alexandr Shreider · Viktor Vasiliev · 1:20:20,5 |

### Femenino
| Evento                    | Oro                                                                                              | Plata                                                                                             | Bronce                                                                                 |
| ------------------------- | ------------------------------------------------------------------------------------------------ | ------------------------------------------------------------------------------------------------- | -------------------------------------------------------------------------------------- |
| 7,5 km velocidad (28.02)  | Anastasiya Kuzmina · Eslovaquia · 22:53,1                                                        | Yana Romanova · Rusia · 23:20,1                                                                   | Anastasiya Kuznetsova · Rusia · 23:33,4                                                |
| 15 km individual (03.03)  | Anastasiya Kuzmina · Eslovaquia · 36:03,2                                                        | Viktoriya Semerenko · Ucrania · 37:05,7                                                           | Yana Romanova · Rusia · 37:22,7                                                        |
| 10 km persecución (01.03) | Juliane Döll · Alemania · 46:22,1                                                                | Anne Preußler · Alemania · 47:14,5                                                                | Liubov Petrova · Rusia · 47:16,1                                                       |
| Relevos 4 × 6 km (04.03)  | Ucrania · Olena Pidhrushna · Valentyna Semerenko · Inna Suprun · Viktoriya Semerenko · 1:14:37,6 | Rusia · Anastasiya Kuznetsova · Yekaterina Yurlova · Mariya Sadilova · Liubov Petrova · 1:17:12,4 | Alemania · Tina Bachmann · Carolin Hennecke · Anne Preußler · Juliane Döll · 1:18:24,7 |

## Medallero
| Núm. | País       | Oro | Plata | Bronce | Total |
| ---- | ---------- | --- | ----- | ------ | ----- |
| 1    | Alemania   | 2   | 2     | 1      | 5     |
| 2    | Noruega    | 2   | 1     | 1      | 4     |
| 3    | Eslovaquia | 2   | 0     | 0      | 2     |
| 4    | Rusia      | 1   | 3     | 5      | 9     |
| 5    | Ucrania    | 1   | 2     | 1      | 4     |
|      | TOTAL      | 8   | 8     | 8      | 24    |